# マティ・ブレシェル
マティ・ブレシェル（Matti Breschel、1984年8月31日 - ）は、デンマーク、バレルプ出身の自転車競技（ロードレース）選手。マッティ・ブレシェルとも表記される。

## 経歴

### 2001年
- ジュニアの国内選手権ロードレースを優勝。

### 2005年
- チームCSC（現 チーム・サクソバンク）と契約を結んでプロ転向。

### 2007年
- ジロ・デ・イタリアに初参加。第18ステージで3位に入り、総合120位。
- デンマーク・ルント（デンマーク一周）では区間1勝し、総合3位に入った。
- ツール・ド・アイルランド 区間1勝。

### 2008年
- フィラデルフィア・インターナショナル・チャンピオンシップを制覇。
- デンマーク一周 区間1勝。
- ブエルタ・ア・エスパーニャでは、最終第21ステージを制した。
- ブエルタ閉幕の翌週に、イタリアのヴァレーゼで行われた世界選手権ロードレースでは、地元イタリア勢のワンツーフィニッシュとなったが、優勝のアレッサンドロ・バッラン、2位のダミアーノ・クネゴに続く3位と健闘した。

### 2009年
- ロンド・ファン・フラーンデレン 6位。
- 国内選手権・ロードレースを制覇。
- カタルーニャ一周 区間1勝。
- ツール・ド・ルクセンブルク 区間1勝。
- ツール・ド・スイス 区間1勝。
- デンマーク一周 区間1勝。
- ヴァッテンフォール・サイクラシックス2位。
- 世界選手権・個人ロードレース7位。

### 2010年
- 世界選手権ロードレース 2位。
- ドワルス・ドール・フラーンデレン 優勝。

### 2011年
- ラボバンクに移籍。

- ヘント〜ウェヴェルヘム 3位
- ロンド・ファン・フラーンデレン 9位

### 2013年
- チーム・サクソティンコフに移籍

### 2016年
- キャノンデール・プロサイクリング・チームに移籍

### 2017年
- アスタナ・プロチームに移籍

### 2018年
- EFエデュケーションファーストに移籍。

2019年シーズンをもって引退。翌2020年シーズンからは同チームのアシスタント・スポーツディレクターを務める。